# Musée archéologique de Cracovie
Le musée archéologique de Cracovie (Muzeum Archeologiczne w Krakowie en polonais) a été fondé en 1850. C'est la plus ancienne institution de sa catégorie en Pologne et elle abrite aujourd'hui une collection composée de plus de 500 000 pièces historiques allant du Paléolithique à l'ère moderne.

## Histoire
Le musée archéologique de Cracovie est situé à l'emplacement d'un couvent de Carmes déchaux du XVIIe siècle que les autorités autrichiennes transformèrent en prison à l’époque des partages de la Pologne.

## Collections
La collection du musée archéologique de Cracovie comprend environ 500 000 pièces. La plus ancienne est un sarcophage avec une momie datant des débuts de la XXe dynastie. Quatre sarcophages provenant des fouilles de el-Gamhud menées dans les années 1907-1908 par Tadeusz Smoleński, le premier égyptologue et coptologue polonais, constituent la partie la plus précieuse de la collection égyptienne.
Le musée abrite aussi l'Idole du Zbroutch. Cette statue en pierre représentant le dieu Świętowit et datant du IXe/Xe siècle, constitue le plus précieux vestige des terres slaves d’avant le christianisme. 
Au premier étage, le musée propose trois salles présentant des objets archéologiques grecs, égyptiens, romains ou encore péruviens. Au deuxième étage, deux salles relate l'histoire de la présence humaine en Pologne.

## Galerie

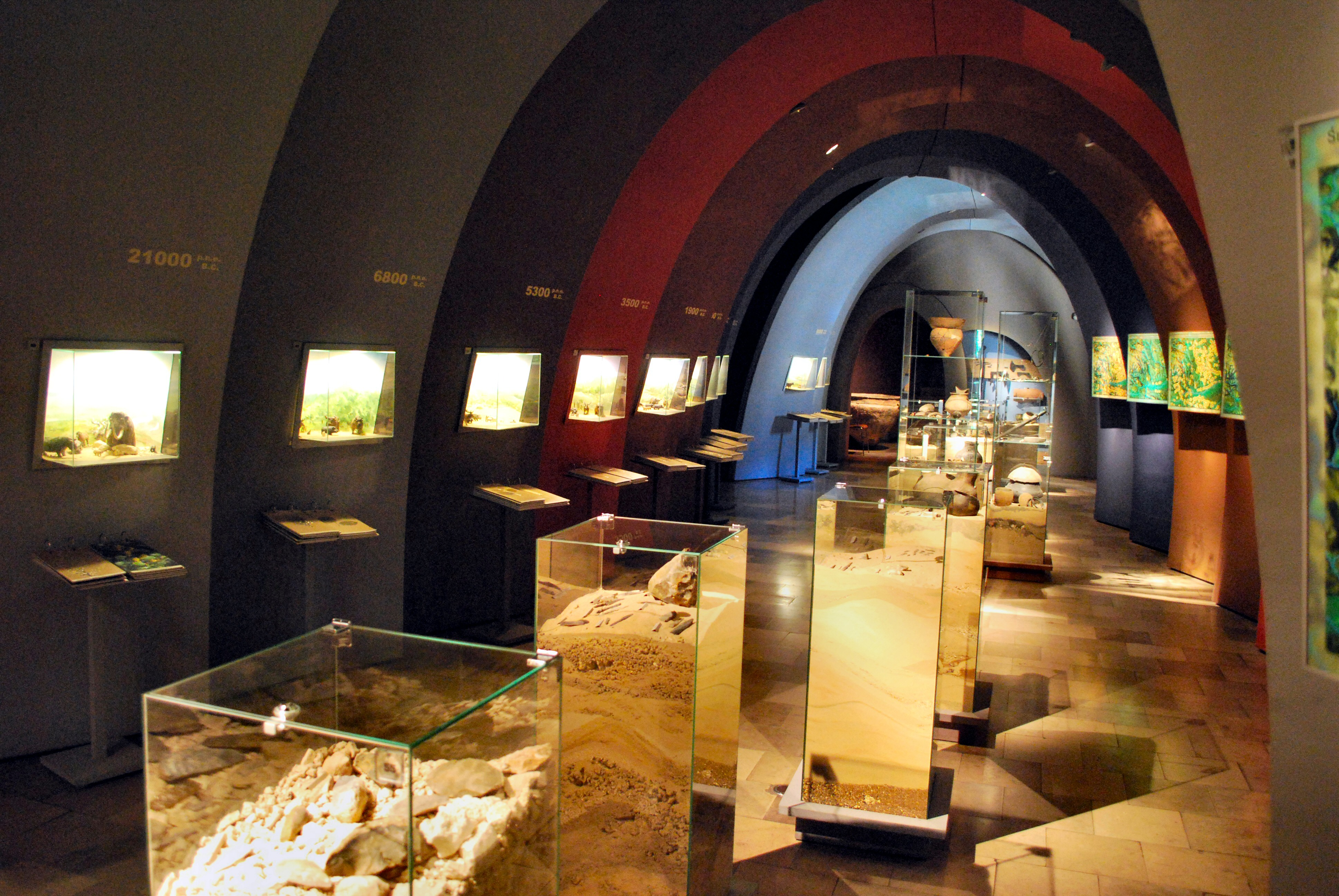
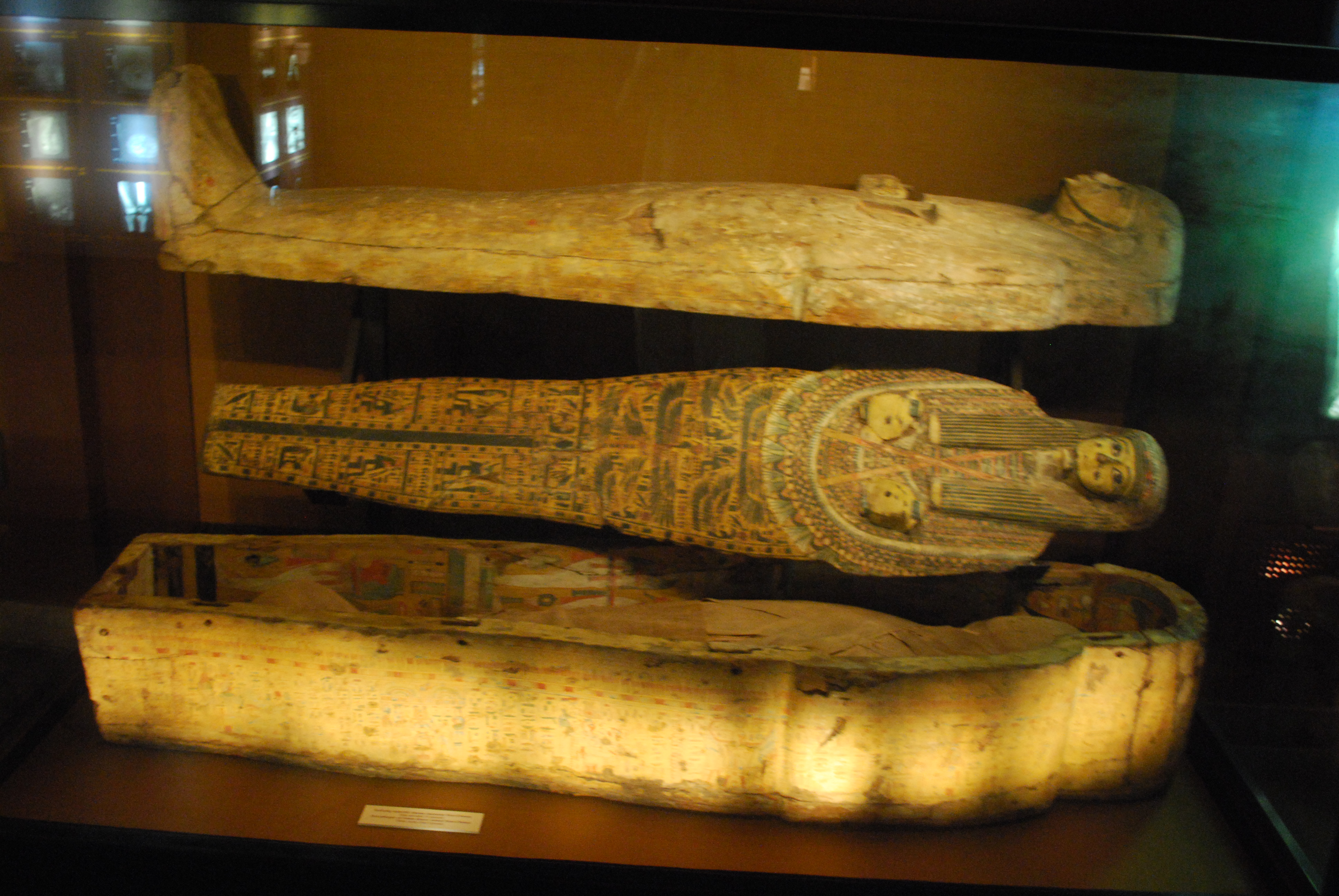
Sarcophages égyptiens.
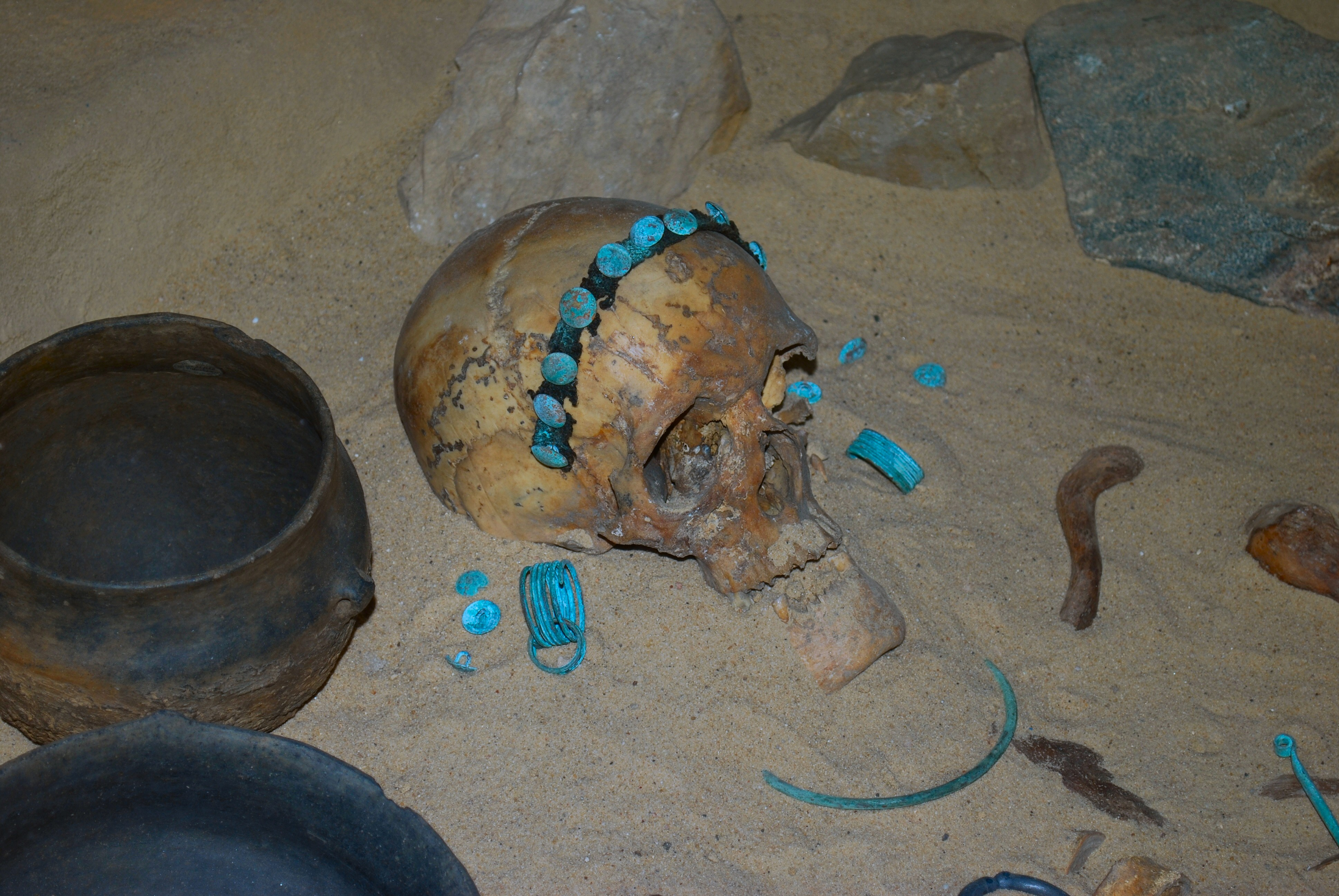
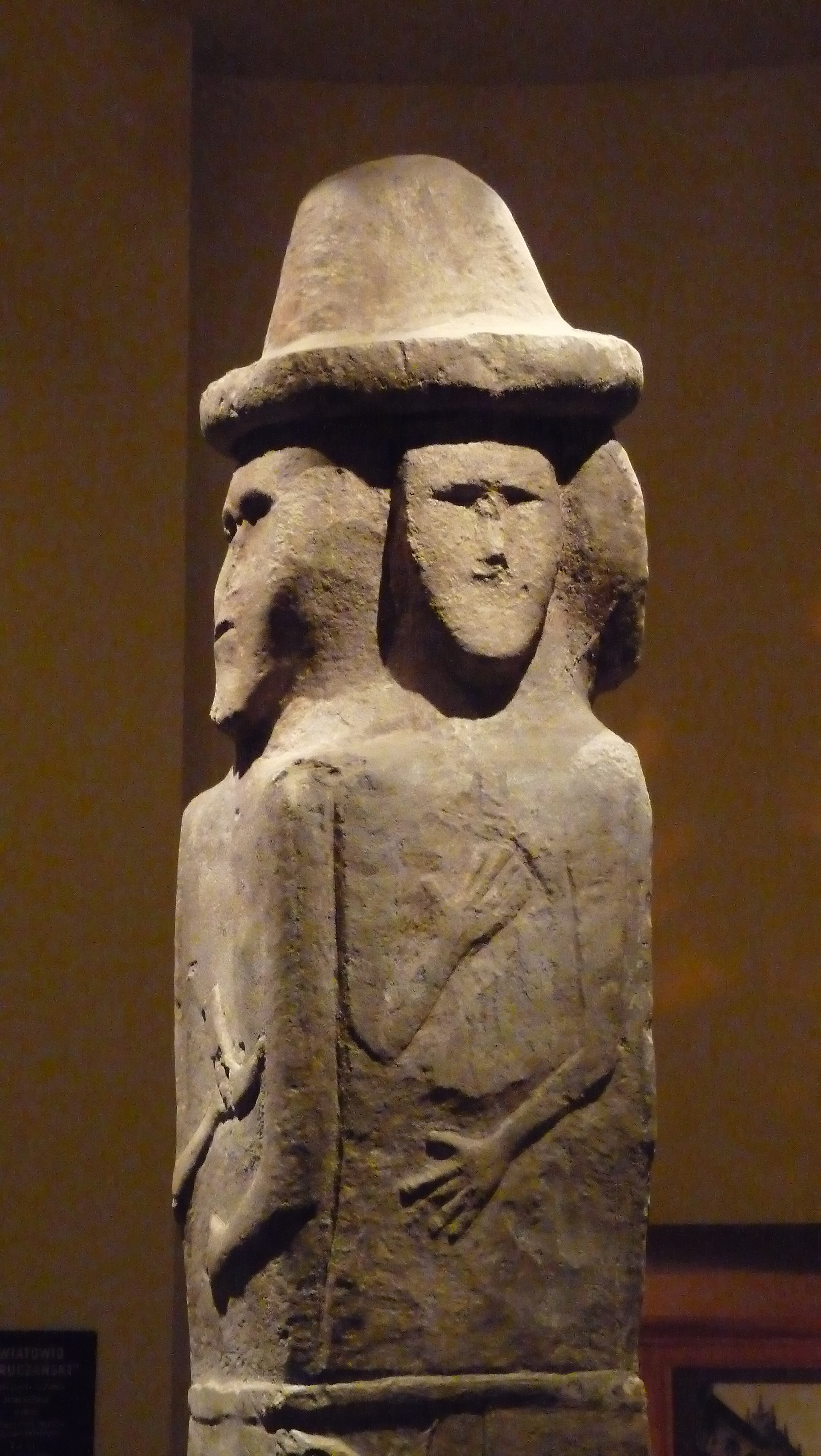